# جردن هابارد
جردن هابارد (به انگلیسی: Jordan Hubbard) (زاده ۸ آوریل ۱۹۶۳) یکی از بنیان‌گذاران پروژه فری‌بی‌اس‌دی بود. او یک توسعه‌دهنده باسابقه نرم‌افزار آزاد است نرم‌افزارهایی از جمله مدیر پنجره آردنت را نوشته‌است. او همین‌طور برای سالها یکی از اعضای تیم مرکزی فری‌بی‌اس‌دی بود. از جمله خدمات او برای پروژه فری‌بی‌اس‌دی می‌توان به مواردی همچون پورت‌های فری‌بی‌اس‌دی، سیستم مدیریت بسته‌های نرم‌افزاری و برنامه سیس‌اینستال اشاره کرد. هوبارد پروژه فری‌بی‌اس‌دی را به همراه Nate Williams و Rodney W. Grimes بنیان نهاده بود. در سال ۲۰۰۱، هوبار به شرکت اپل پیوست و سرپرستی گروه فناوری بی‌اس‌دی را در این شرکت بر عهده گرفت. عنوان او در سال ۲۰۰۵ در این شرکت «مدیر فناوری یونیکس» بود و در اکتبر ۲۰۰۷، به مقام «مدیر مهندسی فناوری‌های یونیکسی» ترفیع یافت و تا ژوئن ۲۰۱۳ در همان شرکت مشغول به کار بود.
در ژوئیه سال ۲۰۱۳، او مدیر ارشد فناوری در iXsystems شد.

### تحصیلات جردن هابارد
جوردن هوبرت دارای تحصیلات برق و کامپیوتر است. او در دانشگاه کالیفرنیا، برکلی (University of California, Berkeley) درس خوانده است. در این دانشگاه، هوبرت در رشته‌ی مهندسی برق و علوم کامپیوتر تحصیل کرده است.
تحصیلات برق و کامپیوتر جوردن هوبرت به وی امکان داده تا در حوزه نرم‌افزار و سیستم‌های عامل فعالیت کند. او از این تخصص و دانش برای توسعه و بهبود FreeBSD بهره برده و در ایجاد یک سیستم عامل قدرتمند و پایدار نقش مهمی داشته است.

### سرگرمی های جردن هابارد
علاقه‌های و سرگرمی‌های دقیق جوردن هوبرت را بدقت نمی‌دانیم، اما از طریق اطلاعات عمومی می‌توان به برخی از فعالیت‌ها و علایق او پی برد. این فعالیت‌ها ممکن است در طول زمان تغییر کرده یا گسترش یافته باشند. در زیر چندین علایق مشهور جوردن هوبرت را بیان می‌کنیم:
1. فعالیت در حوزه نرم‌افزارهای متن‌باز: جوردن هوبرت یکی از علاقه‌مندان بزرگ به نرم‌افزارهای متن‌باز است و به توسعه و پیشرفت این نوع نرم‌افزارها مشغول است.
2. علاقه به سیستم عامل FreeBSD: هوبرت یکی از بنیانگذاران و توسعه‌دهندگان اصلی سیستم عامل FreeBSD است و به توسعه و بهبود آن اختصاص زمان می‌دهد. او به عنوان یکی از مشتاقان و عاشقان این سیستم عامل شناخته می‌شود.
3. علاقه به فناوری و توسعه نرم‌افزار: جوردن هوبرت یک مهندس نرم‌افزار حرفه‌ای است و علاقه زیادی به فناوری و توسعه نرم‌افزار دارد. او در طول سال‌ها در صنعت فناوری مشغول به کار بوده و در زمینه‌های مختلف فعالیت‌های توسعه‌دهندگی انجام داده است.
4. فعالیت‌های استراتژیک و مدیریتی: علاوه بر توسعه نرم‌افزار، هوبرت تجربه‌هایی در حوزه مدیریت محصول و استراتژی‌های تجاری نیز دارد. او در نقش‌های مدیریتی و مشاوره‌ای در شرکت‌های مختلف فعالیت کرده است.